# Azolla karolińska
Azolla karolińska, azolla drobna, azola drobna (Azolla caroliniana Willd.) – gatunek wodnej paproci różnozarodnikowej należący w zależności od ujęcia systematycznego do rodziny azollowatych lub salwiniowatych. Jako gatunek rodzimy rośnie we wschodniej Ameryce Północnej i Południowej. Ponadto zawleczony na zachód Ameryki Północnej i inne kontynenty. 

## Biologia i ekologia
Roślina wodna. Pleustofit. Jest paprocią różnozarodnikową, tj. wytwarza makrospory i mikrospory, choć często rozmnaża się wegetatywnie. Liczba chromosomów 2n=44.
Gatunek charakterystyczny klasy Lemnetea minoris.

## Systematyka
Gatunek Azolla caroliniana po raz pierwszy opisał Carl Ludwig Willdenow w 1810. Kolejni eksperci przyjmowali różne wersje nazwy (A. filiculoides, A. mexicana, A. microphylla, A. portoricensis) oraz różne kryteria diagnostyczne wyróżniające ten gatunek, przez to ta sama nazwa mogła odnosić się do przedstawicieli różnych taksonów. W niektórych ujęciach uważano, że do gatunku A. filiculoides należy włączyć przedstawicieli, którzy pasują do pierwotnych  opisów innych, m.in. A. caroliniana, ale nie zrezygnowano z wyróżniania tego gatunku, tylko definiowano go na nowo jako Azolla caroliniana auct. non Willd. W jednym z podejść zaproponowano, aby zamiast tego na nowo zdefiniować A. filiculoides, a niepasujących do tego opisu przedstawicieli zaliczanych dotąd do gatunku A. caroliniana przenieść do gatunku Azolla cristata. Nie zostało to jednak powszechnie przyjęte. Z tego względu, zwłaszcza w opisie występowania przedstawicieli rodzaju azolla w Europie, częstym podejściem jest uznawanie, że Azolla filiculoides i Azolla caroliniana są synonimami (takie rozwiązanie przyjęto m.in. w wykazie gatunków flory polskiej z 2020). Dotyczy to też nazw w językach lokalnych (w polskim azolla drobna/karolińska). Zdaniem innych ekspertów, ponieważ te nazwy gatunkowe w istocie odpowiadają innym gatunkom, należy przyjąć, że opisy pod tymi dwiema nazwami należy ujednolicić pod nazwą Azolla filiculoides, a nazwę Azolla caroliniana zachować dla gatunku dotąd nienotowanego w Polsce.
Przy założeniu tożsamości A. caroliniana i A. filiculoides gatunek taki w Polsce ma status zadomowionego antropofita i gatunku inwazyjnego. Uznany jest za stwarzający zagrożenie dla Polski, rozprzestrzeniony na szeroką skalę i podlegający szybkiej eliminacji.